# Betta picta
Betta picta  (лат.) — «яванский петушок» вид рыб из семейства макроподовых (Osphronemidae). Ареал Сингапур и острова Суматра и Ява. Естественная среда обитания мелкие густо заросшие растениями и заболоченные водоёмы. Особенно примечателен тот факт, что это один из немногих видов этого семейства, который инкубирует икру в ротовой полости (также инкубируют икру во рту виды Betta brederi и Вetta pugnax).

## Описание
В аквариуме рыбы могут достигать длины до 5 см. Окрас тела варьируется от темного до красноватого на коричневом фоне с золотистой окраской груди, светлеющей от жаберных крышек к брюшку, имеются темные продольные полосы, самая длинная проходит через все тело, две другие начинаются у жабр. Окраска становится интенсивнее в период нереста — проявляется несколько поперечных полос. Жаберные крышки и чешуйки с радужным отливом.
Самец крупнее самки, окрашен (особенно в период нереста) намного ярче. Окрас плавников, за исключением грудного варьируется от жёлтого до красно-коричневого, на анальном и хвостовом плавниках бирюзового цвета, имеется широкая чёрная полоса, отливающая голубым. Брюшные плавники вытянутые нежно-голубого цвета. У самки плавники не окрашены.

## Особенности поведения
Рыбы достаточно миролюбивые, можно содержать небольшой стайкой в компании с другими мирными рыбами. В отличие от других представителей семейства самцы betta picta миролюбивы, а самки напротив агрессивны и территориальны. В общем аквариуме самцы и самки занимают разные участки, на которых обитают только представители одного пола. Требования к оформлению аквариума общие для семейства — хорошо засаженные растениями с разнообразными укрытиями в виде коряг и пещер.

## Содержание
Температура воды около 24—26 градусов, рекомендуемая жесткость не больше 15, уровень кислотности 5,5—7,0.

## Размножение
Рыбки готовы к размножению в возрасте 6—10 месяцев. Особенностью вида является, вынашивание самцом икры во рту.
Продуктивность: до 85 мальков.